# Dante Milligan
Dante Milligan (New York, 15 febbraio 1984) è un ex cestista statunitense, professionista nella NBDL, in Europa e in Sudamerica.